# Пам'ятник «Мирний атом» (Волгодонськ)
Пам'ятник «Мирний атом» — монумент, споруджений у Волгодонську, що символізує розвиток атомного машинобудування та енергетики в місті. Є одним з головних символів Волгодонська. Пам'ятник роботи скульптора Юрія Володимировича Александрова спочатку був встановлений на площі перед аеропортом «Волгодонськ» в Цимлянську в 1981 році. Однак через кілька місяців пам'ятник довелося перенести, через те, що голові виконкому Ростовської області М. І. Іваницькому під час відвідування Волгодонська здалося, що монумент надто великий у порівнянні з привокзальною площею та спорудою аеровокзалу. Нове місце визначили посередині кругового руху на перехресті проспектів Курчатова і Будівельників, де він стоїть і донині.

## Опис
Основою конструкції є стилізовані орбіти електронів атома, обплетені лозою винограду. Грона винограду на монументі створюють додаткову символічний зв'язок з Цимлянськом, відомим своєю традицією виноробства. Місто славиться своїм виноградом і винами з нього, які неодноразово отримували призи на виставках. Постамент пам'ятника має похилі бічні стінки. За первісним проектом, форма постаменту перегукувалася з видом навігаційної вежі і похилих стін будівлі аеровокзалу. Ескіз архітектурної композиції, представлений Александровим, був без зволікання затверджено творчою групою з розробки концепції монументально-художнього оформлення Волгодонська. Замовлення на виготовлення деталей монумента — каркаса, облицювання з нержавіючої сталі і латунних деталей (лози і грон винограду), отримав завод «Атоммаш».